# Communauté d'agglomération du plateau de Saclay
La Communauté d'agglomération du Plateau de Saclay (o CAPS) es una comunidad urbana en el departamento del Essonne, cerca de Paris.
Su centro Administrativo es la ciudad de Orsay.

## Geografía

### Localización
La Communauté d'agglomération du Plateau de Saclay se encuentra al noroeste del departamento del Essonne, en el plateau de Saclay.
La altitud oscila entre 47m en Palaiseau y 172m en Gif-sur-Yvette.

### Localidades miembros
| Code Insee  | Localidades       | Alcaldes             | Población   |
| ----------- | ----------------- | -------------------- | ----------- |
| 91 3 21 122 | Bures-sur-Yvette  | Jean-François Vigier | 9613 hab.   |
| 91 3 30 272 | Gif-sur-Yvette    | Michel Bournat       | 20 776 hab. |
| 91 3 13 275 | Gometz-le-Châtel  | Mireille Schmitt     | 2426 hab.   |
| 91 3 22 312 | Igny              | Françoise Ribière    | 10 146 hab. |
| 91 3 21 471 | Orsay             | David Ros            | 16 238 hab. |
| 91 3 22 477 | Palaiseau         | François Lamy        | 30 311 hab. |
| 91 3 03 534 | Saclay            | Christian Page       | 3052 hab.   |
| 91 3 03 538 | Saint-Aubin       | Gaëtan de Guillebon  | 686 hab.    |
| 91 3 03 635 | Vauhallan         | Roger Martinache     | 1982 hab.   |
| 91 3 03 679 | Villiers-le-Bâcle | Jean-Pierre Rigal    | 1178 hab.   |

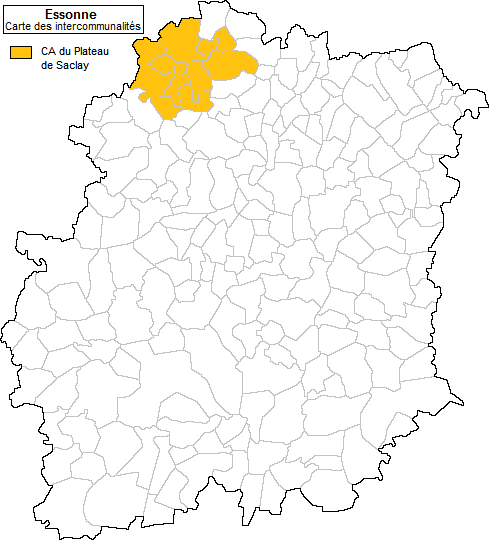
La CAPS en Essonne

La communauté d’agglomération du plateau de Saclay incluye 10 comunas y 96 408 personas.

### Demografía
| 1999   | 2006   | 2009   |
| 94 200 | 97 526 | 96 408 |
| ------ | ------ | ------ |

Referencias : INSEE

## Historia
- Inicialmente, el syndicat intercommunal du plateau de Saclay (SIPS) fue fundada en 1988.
- El 6 de diciembre de 1991, se convierte en el district du plateau de Saclay (DIPS).
- Se convierte en una Communauté de communes después, in 2002, en una Communauté d'agglomération.
- Inicialmente, las comunas de Bièvres in Essonne, Buc, Châteaufort, Jouy-en-Josas y Les Loges-en-Josas en Yvelines fueron en el district.
- En 2004, Gometz-le-Châtel integra el CAPS.
- En 2010, la CAPS se adhiere al syndicat mixte Paris Métropole.[2]

## Transporte
El transporte en la CAPS es administrado por el Mobicaps.